# Wood-Andersonov seizmograf
Wood-Andersonov seizmograf je uređaj za mjerenje jačine potresa.
Ovaj torzijski seizmometar razvili su Harry O. Wood i J.A. Anderson.

## Način rada
Umjesto njihala, gibanje koje ovaj instrument generira dolazi od rotacije male bakrene inercijske mase pričvršćena na tanku žicu, pod visokom tenzijom. 
Wood-Andersonov seizmograf je osmišljen da bude osjetljiv koliko je to maksimalno moguće, te potpuno lišen trenja. Prigušivanje torzijskog gibanja se vrši uz pomoć magneta. Ovo je poboljšanje u odnosu na prošle, mehanički prigušivane instrumente, jer je jačina magnetskog prigušenja proporcionalna količini gibanja objekta koji se prigušuje. Stoga, kada instrument miruje, prigušivači ne pružaju nikakav početni otpor gibanju inercijske mase.
Seizmogrami koje Wood-Andersonov seizmograf stvara se ne crtaju sa stilusom ili iglom, već sa zrakom svjetlosti koja piše po fotoosjetljivom papiru. 

## Vanjske poveznice
- Slika  Arhivirana inačica izvorne stranice od 25. veljače 2010. (Wayback Machine)